# Hymenasplenium murakami-hatanakae
Hymenasplenium murakami-hatanakae är en svartbräkenväxtart som beskrevs av Nakaike. Hymenasplenium murakami-hatanakae ingår i släktet Hymenasplenium och familjen Aspleniaceae. Inga underarter finns listade.